# أنطونيو ميتليكا
أنطونيو ميتليكا (بالإيطالية: Antonio Metlika)‏، (مواليد 24 نوفمبر 2001) هو لاعب كرة قدم إيطالي يلعب لنادي سانجوليانو سيتي معارًا من نادي سامبدوريا الإيطالي.